# Реверсия (биология)
Реве́рсия (от лат. reversio — возвращение, возврат) — склонность к возвращению частей со смешанными признаками к исходным родительским формам; в более широком смысле понимается как атавизм вообще (например, в этом смысле термин применён в контексте химии в ЭСБЕ) или как обратная мутация (как вызванная мутагенами, так и спонтанная). Примером реверсии может служить, например, похожесть внука более на прародителей, чем на родителей. Согласно кальке с английского sport, в ботанике для обозначения мутировавшего растения может использоваться обозначение «спорт».